# Coventry Blitz
Coventry Blitz (Blitz: er det tyske ord for lyn, og blev under 2. verdenskrig brugt om de tyske luftbombardementer) var en stribe af luftbombardementer (The Blitz), der fandt sted over den engelske by Coventry under 2.verdenskrig. Byen blev bombet adskillige gange af Luftwaffe under 2. verdenskrig. Det mest ødelæggende angreb fandt sted 14.november 1940 om aftenen.

## Før bombardementerne
Ved 2.verdenskrigs udbrud var Coventry en industriby på 320.000 indbyggere der i lighed med det øvrige West Midlands var kendt for dens metalindustri. I Coventrys tilfælde gjaldt det biler, cykler, flymotorer og siden år 1900 også ammunition og andet krigsmateriel.
Med historikeren Frederick Taylors ord "var Coventry derfor... i betragtning af det beskedne lovkompleks der fandtes om emnet, et legitimt emne for bombardementer fra luften" (oversat fra engelsk citat). Ligesom mange andre byer i West Midlands var Coventry blevet tidligt industrialiseret – det ville sige før man havde adskilt fabrikker og boliger – det vil sige at mange af de mindre og mellemstore fabrikker lå side om side med boliger og butiksgaderne.

## Juli og august 1940
I starten af krigen blev Coventry udsat for mindre bombetogter adskillige gange der dræbte i dusinvis af mennesker. Det mest kendte var udbombningen af en biograf der stod færdigt så sent som september 1939.

## 14. november 1940
Angrebet 14.november 1940 blev udført af 515 tyske bombefly, 2/3 kom fra Luftflotte 3 og den resterende del fra pionererne kampfgruppe 100. Angrebets formål var at underminere byens muligheder for at agere leverandør til Royal Air Force og den britiske hær ved at ødelægge fabrikker samt byens industrielle infrastruktur, der kunne dog ikke være tvivl om at bombardementerne ville være ødelæggende både i forhold til bygninger, pladser og menneskelige tab. Angrebet fik navnet Operation Moonlight Sonata. Den startende angrebsbølge kl. 19.20 var begrænset til 13 Heinkel He 111 fra kampfgruppe 100, der var udstyret med en særlig navigation der var i stand til at undgå den engelske radar, de smed markeringsbomber som de næste fly kunne præcisionsbombe efter. Englænderne og tyskerne kæmpede netop på dette tidspunkt Battle of the Beam hvor det lykkedes de tyske navigatører at undslippe det engelske forsvar.
Den første bølge af bombemaskiner smed højeksplosive bomber, hvis hensigt var at sætte de offentlige værker(vandforsyning, elektricitetsværket og gasledningen) ud af kraft samt at omdanne vejene til kratre – hvilket ville være en stor forhindring for de brandfartøjer at få slukket de brande som den første bølge af bomber havde skabt. Denne første bølge havde kastet en kombination af højeksplosive bomber og brandbomber. Der var to typer af brandbomber: De der var lavet af magnesium og de der var lavet af petroleum. De højeksplosive bomber og faldskabsbomberne (af briterne kaldtAir-Mines) var ikke bare fremstillet for at ligge hindringer for Coventrys brandvæsen, men også for at ødelægge hustage, så brandbomberne nemmere kunne komme ind i husene og sætte dem i brand.
Der gik ild i Coventry Cathedral, der var dedikeret til ærkeenglen Michael, første gang omkring klokken 20.00. Det lykkedes de frivillige brandmænd at slukke den første ild, men da kirken snart blev ramt af andre direkte træffere kom ilden i katedralen ud af kontrol. I samme tidsrum begyndte brande i mange andre dele af byens centrum. En direkte bombetræffer på byens brandstations hovedkvarter gjorde at koordineringen af brandslukningsindsatsen mistede overblikket. Som det var tyskernes hensigt blev hovedvandledningen så hårdt beskadiget af højeksplosive bomber, at der ikke var vand nok til brandslukningsarbejdet. Angrebet neåde dets klimaks omkring midnat og den endegyldige afblæsning af flyvervarsler klokken 6.15 om morgenen den 15.november.
I modsætning til de senere allierede bombetogter i krigen, hvor 500 eller flere tungtlæssede fire-motorers bombefly ville levere bomberne i en koncentreret angrebsbølge der kun varede få minutter, bar de tyske to-, og tre-motorers bombefly relativt lette byrder (1-2 ton) hvor flere af dem gennemførte flere udfald mod målet, ved at flyve tilbage til Frankrig eller tyskokkuperet Europa og genoplade bombebeholdningen. Det medførte at der kom pauser i bombardementet hvor brandkorpset kunne reorganisere og evakuere de civile. Eller som Arthur Harris, kommandør for Royal Air Forces bombetogter, skrev efter krigen "Coventry tilstrækkelig koncentreret når det gjaldt plads, alligevel var der ikke meget tid".
Angrebet forårsagede ødelæggelse og beskadigelse af omkring 60.000 bygninger og over hundred hektar i centrum af Coventry og dræbte 568 personer. Angrebet satte en ny standard for ødelæggelsesgrad således at tyskerne senere brugte begrebet Coventriert når de skulle beskrive lignende grad af ødelæggelse til andre fjendtlige byer. Under angrebet kastede tyskerne 500 ton højeksplosive bomber, der inkluderede 50 faldskærms luftbomber og endvidere 20 petroleumsbrandbomber og 36.000 brandbomber.
Angrebet 14.november medførte nogle opdagelser der ville influere alle fremtidige flyangreb under krigen:
- Brugen af stifindende luftstyrke der bruger elektronik til at lyse målet til hjælp for bombeangrebet.
- Brugen af højeksplosive bomber og luftbomber i en kombination med tusindvis af brandbomber med formål at sætte byen i brand

Det officielle tab i form af døde ved angrebet er aldrig blevet officielt bekræftet. Det fortælles at mange lig givetvis aldrig er blevet fundet, eller er blevet brændt eller så hårdt medtaget at de ikke længere er genkendelige. Angrebet på våbenfabrikkerne i byen kan have betydet omkomne fra andre dele af landet, og deraf ikke har haft nogle nære slægtninge til at melde dem savnet. Som nævnt tidligere, blev minimum 568 personer dræbt ved luftangrebet på Coventry; angiveligt er antallet af dræbte minimum 1.000.
Der har floreret en teori om at Coventry med fuldt overlæg blev holdt uden et forsvar, da man ikke ville afsløre overfor tyskerne at britiske krypteringseksperter havde dechifreret de hemmelige tyske koder i deres Enigmasystem. Denne teori har aldrig kunne bevises: Winston Churchill var bekymret for at et større bombeangreb ville finde sted, men ingen vidste forlods hvor angrebet ville blive sat ind. Videnskabsmanden under krigen R.V.Jones, der var ansvarlig for kontra-spionagen på det teknologiske felt, slog fast "Enigma signalerne på X-beam stationerne blev ikke brudt i tide", hvilket betød at briterne ikke i tide kendte til Moonlight Sonata. Jones slår endvidere utvetydigt fast at han ikke lå inde med den viden at Coventry var angrebsmålet. Endvidere forklarer han at tekniske fejl at de støjsendere der skulle virke som modforholdsregler var ude af drift.

## April 1941
Natten mellem 8. og 9.april 1941 blev Coventry udsat for endnu et stort luftangreb, da 237 bombefly kastede 315 højeksplosive bomber og 710 dåsebrandbomber ud over byen. I dette angreb og et andet angreb to dage senere blev 475 mennesker dræbt og over 700 såret. Mange bygninger blev beskadiget inklusive flere fabrikker, den centrale politistation, Warwickshire Hospital, King Henry VIII School og St. Mary´s Hall.

## I populærkultur
- Christopher Hyde's roman "A Bodyguard of Lies" inddrager en seriemorder fra London der bliver sporet til at være i Coventry natten mellem den 14. og 15.november 1940 og spiller endvidere på temaer der medtager ULTRA efterretninger.
- Alan Pollock's teaterspil fra 2008 One Night in November (med premiere på Belgrade Theatre, Coventry i Marts 2008) omhandler en Bletchley Park kodebryder og hans dilemma om hvorvidt han skal afsløre hans viden om det forestående angreb til sin elsker fra Coventry. Det foreviger også beskyldningen om at Winston Churchill kendte til angrebet, men ofrer byen for at beskytte hemmeligheden i eksistensen af efterretningstjenesten ULTRA, og det selvom Churchill som person ikke er med i stykket[7]
- I romanen "Blitzcat", flyver hovedkarakteren Robert Westall til Coventry natten mellem 14. og 15.november 1940, midt under slaget.[8]
- I afsnittet skyggen af Z'ha'dum I Babylon 5, en populær science fiction serie, diskuterer Kaptajn Sheridan, Babylon 5's hærfører, om bombardementet af Coventry viser "hvor meget en hemmeligheds værdi kan være værd". Sheridan gør det ved at fastslå at Churchill vidste at Coventry ville blive angrebet, men alligevel ofrede den for at bibevare hemmeligheden om ULTRA.
- I en episode i BBC-serien Spooks, fremdrages angrebet på Coventry som retfærdiggørelse for at lade en bombe detonere.
- I Connie Willis´ science fiction roman, To Say Nothing of the Dog, beskriver hun et Oxford tidsrejsende laboratorium hvor deltager kan rejse tilbage til Coventry for at kigge efter kulturgenstande der forsvandt med bombardementet.

## Yderligere læsning
- David McGrory The Coventry Blitz CWN – News & Information for Coventry & Warwickshire
- David McGrory Photograph – City Centre
- Coventry Air Raids The Coventry Blitz Resource centre
- Peter Calvocoressi, Top Secret Ultra, includes an account of the Coventry Raid, and the actual cryptanalytic intelligence available before the raid.

## Fodnoter
1. ↑  Taylor References, p. 120.
2. ↑  Harris, Arthur "Bomber Offensive (first edition Collins 1947); Pen & Sword military classics 2005; ISBN 1-84415-210-3, p. 83.
3. ↑  Taylor References, p. 120. But War in the West Arkiveret 10. september 2006 hos  Wayback Machine gives different numbers: "449 bombers dropped 150,000 incendiary bombs, 503 tons of high-explosives (1,400 bombs) and 130 parachute sea-mines (causing extensive blast damage) on Coventry".
4. ↑  "Defending Coventry". Historic Coventry. Arkiveret fra originalen 20. august 2008. Hentet 15. december 2008.
5. ↑  Jones, R. V., 1978, Most Secret War: British Scientific Intelligence 1939–1945, London: Hamish Hamilton. ISBN 0-241-89746-7 (published in the USA as The Wizard War with the same subtitle), p. 149.
6. ↑  "A History of the County of Warwick: Volume 8: The air raids of 1940". British history on line.
7. ↑  Billington, Michael (13. marts 2008). "One Night in November (review)". The Guardian. Hentet 2008-03-13.
8. ↑  Westall, Robert "Blitzcat" p100-120 Macmillan 2002 edition(ISBN 0-330-39861-X)